# زیردریایی انریکو توتی
زیردریایی انریکو توتی (به انگلیسی: Italian submarine Enrico Toti) یک زیردریایی بود که طول آن ۸۶٫۷۵ متر (۲۸۴ فوت ۷ اینچ) بود. این زیردریایی در سال ۱۹۲۸ ساخته شد.